# Vyplenění Konstantinopole
Vyplenění Konstantinopole se odehrálo v dubnu 1204 a vyvrcholila jím čtvrtá křížová výprava. Křižáci zničili většinu Konstantinopole, hlavního města Byzantské říše. Po dobytí města bylo založeno Latinské císařství (známé Byzantincům jako Frankokratia, nebo latinská okupace) a Balduin Flanderský byl korunován císařem v chrámu Hagia Sofia. Většina zbylého území Byzantské říše byla rozdělena mezi křižáky. Byzantští aristokraté také založili řadu malých nezávislých států – jedním z nich bylo Nikájské císařství, které nakonec v roce 1261 dobylo Konstantinopol zpět a vyhlásilo obnovení Byzance. Obnovené říši se však nikdy nepodařilo získat zpět všechna svá bývalá území ani dosáhnout dřívější ekonomické a vojenské síly. Křižácký úder byl tak zásadním důvodem, proč Byzanc v následujících dvou stoletích postupně podlehla rostoucí Osmanské říši. Akce křižáků proto urychlily rozpad křesťanstva na východě a v dlouhodobém horizontu pomohly usnadnit pozdější muslimské dobytí jihovýchodní Evropy, jehož důsledky jsou trvalé. Vyplenění Konstantinopole je považováno za zlomový bod ve středověkých dějinách. Zprávy o křižáckém rabování a brutalitě vyděsily a rozhněvaly celý pravoslavný svět. Vztahy mezi katolickou a pravoslavnou církví tím byly narušeny na mnoho staletí.

## Pozadí

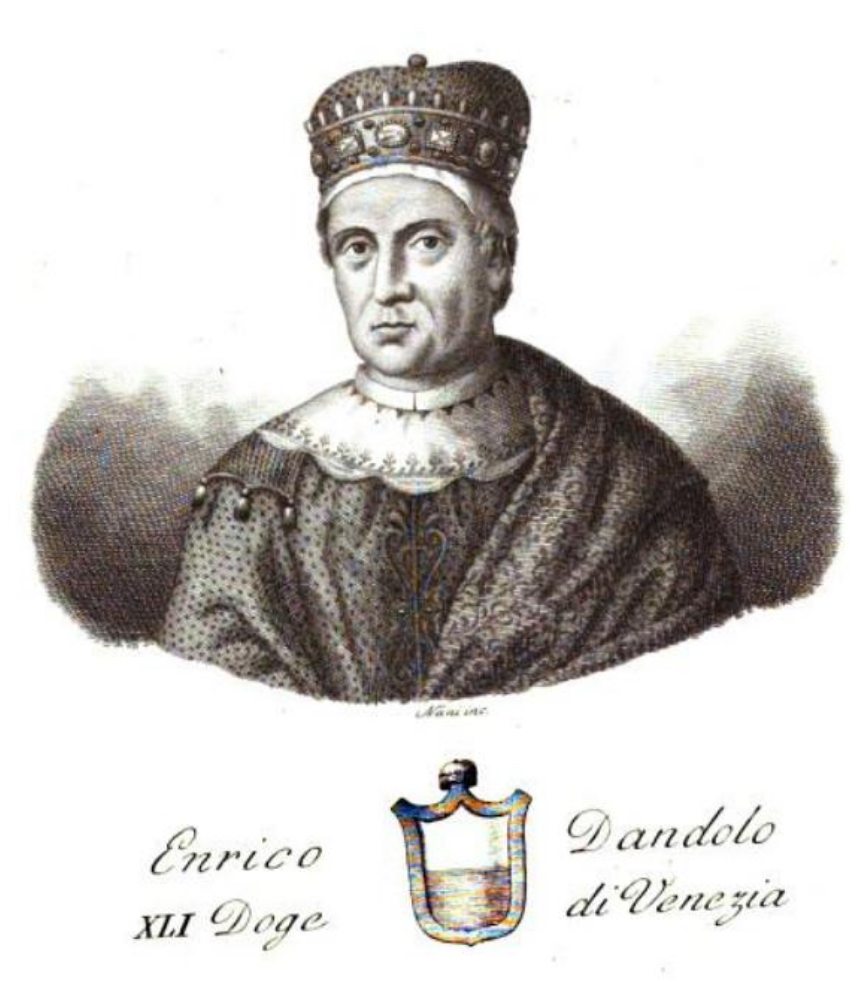
Enrico Dandolo

Postavení čtvrté křížové výpravy bylo již od počátku dosti pochybné. Mecenášem výpravy byla Benátská republika a trvala na splacení všech dluhů. Potřeba rychlé kořisti tak vedla křižáky k útokům na křesťanský majetek, a to dokonce ještě před vstupem do Byzance. Obsadili například Zaru (Zadar) na jaderském pobřeží, čímž de facto napadli křesťanské Uhersko, jež Zadar tehdy kontrolovalo. Rozzuřený tím, že křižáci zaútočili na křesťanskou osadu a ne na muslimského nepřítele, papež Inocenc III. křižáky hromadně exkomunikoval, čímž v podstatě vzal křížové výpravě veškerou legitimitu. Ta přesto pokračovala. Už po vstupu na území Byzance bylo zřejmé, že nadále v kořistnickém duchu.
I situace v Byzanci byla však složitá. Masakr Latinů (římskokatolických neboli „latinských“ obyvatel Konstantinopole) uzurpátorem Andronikem Komnenem a jeho stoupenci v květnu 1182 ovlivnil politické vztahy mezi západní Evropou a Byzantskou říší. Vedl mj. k vyplenění Soluně Normany v roce 1185. Ačkoli byly brzy obnoveny pravidelné obchodní dohody mezi byzantskými a latinskými státy, někteří lidé ze Západu, zvláště v Benátkách, usilovali o nějakou formu pomsty. Po obléhání Konstantinopole v roce 1203 byl 1. srpna 1203 pro-křižácký Alexios Angelos korunován císařem Byzantské říše pod jménem Alexios IV. Pokusil se město zpacifikovat, ale později téhož měsíce vypukly nepokoje protikřižáckých Řeků, které trvaly až do listopadu. Během nepokojů se většina obyvatelstva začala obracet proti novému císaři.
Dne 25. ledna 1204 vyvolala smrt spolucísaře Izáka II. nové nepokoje v Konstantinopoli. Lid během nich sesadil Alexia IV. Ten se obrátil o pomoc ke křižákům, ale byl uvězněn císařským komořím Alexiem Dukasem, který se 5. února prohlásil císařem Alexiem V. Dne 8. února byl Alexios IV. popraven uškrcením. Nový císař Alexios V. se poté pokusil vyjednávat s křižáky o stažení z byzantského území, ale ti odmítli. Jednak aby pomstili Alexia IV. a také aby získali výkupné, které ale Alexios V. zaplatit odmítal. V březnu 1204 se křižácké (Bonifác z Montferratu) a benátské vedení (Enrico Dandolo) čtvrté křížové výpravy rozhodlo Konstantinopol dobýt. U Dandola mnozí historikové upozorňují i na osobní linku: kdysi byl z Konstantinopole vyhnán jako benátský velvyslanec. Měl tedy osobní důvody k pomstě.

## Boje

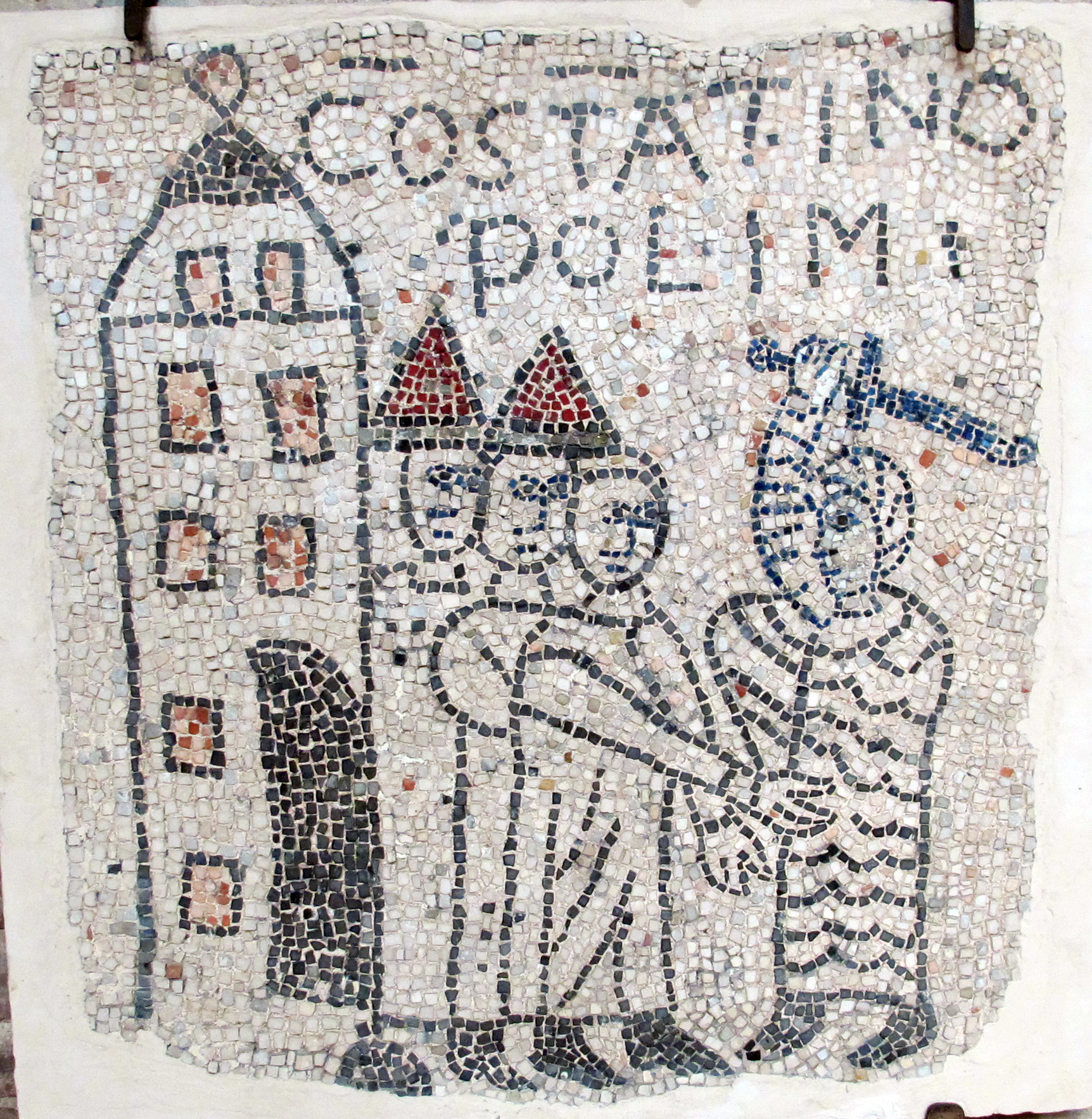
Mozaika v kostele San Giovanni Evangelista v Ravenně

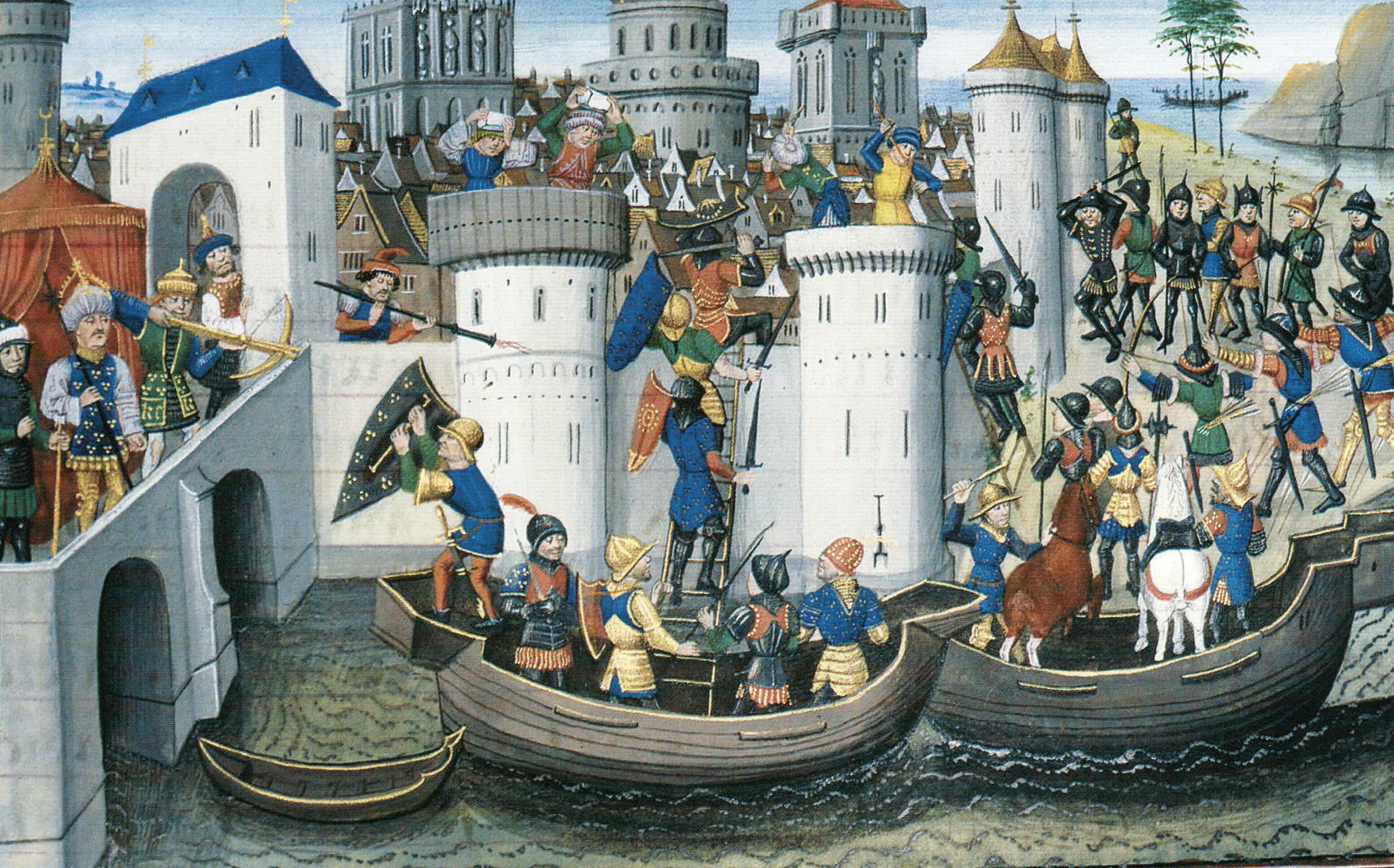
Dobytí Konstantinopole, iluminace z 15. století

V prvním dubnovém týdnu vyjeli křižáci ze svého tábora ve městě Galata (dnes předměstí Istanbulu). Dne 9. dubna 1204 zahájily křižácké a benátské síly útok na opevnění Zlatého rohu překročením vodní cesty k severozápadní hradbě města, ale byly zatlačeny zpět, když se vyloděné jednotky dostaly pod těžkou lukostřelbu na otevřeném prostranství mezi opevněním Konstantinopole a pobřežím. Útok byl obtížný i kvůli špatnému počasí. 12. dubna 1204 byly povětrnostní podmínky pro křižáky konečně příznivé a byl nařízen druhý útok na město. Silný severní vítr pomohl benátským lodím poblíž Zlatého rohu přiblížit se k městským hradbám, což útočníkům umožnilo obsadit některé hradební věže. Po krátké bitvě se podařilo do města proniknout přibližně 70 křižákům. Někteří byli nakonec schopni vykopat díry do zdí dostatečně velké na to, aby jimi prolezlo několik rytířů najednou. Benátčané byli také úspěšní při překonávání hradeb z moře, i když s Varjagy v byzantských službách došlo k extrémně krvavým bojům. Křižáci se zmocnili části města Blachernae na severozápadě a použili ji jako základnu pro útoky na zbytek města. Při byzantském pokusu bránit se ohnivou stěnou začala hořet větší části města. Císař Alexios V. uprchl ještě té noci z města na venkov branou Polyandriu (Rhegium).

## Plenění

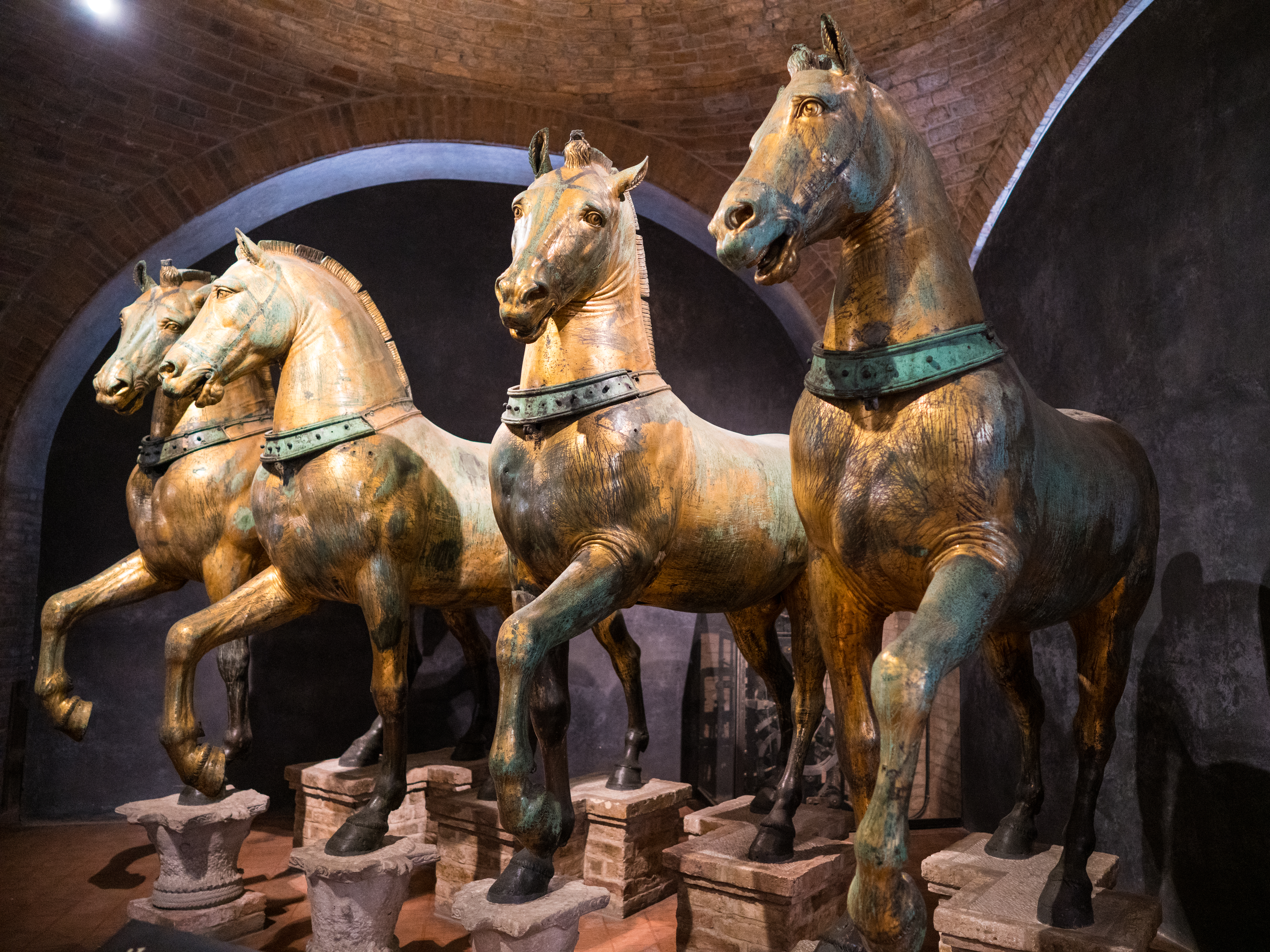
Uloupené Čtyřspřeží od sv. Marka

Křižáci poté plenili a ničili Konstantinopol po tři dny, během nichž bylo mnoho starověkých a středověkých římských a řeckých děl buď zabaveno nebo zničeno. Slavní bronzoví koně z hipodromu byli ukořistěni a dodnes zdobí fasádu baziliky svatého Marka v Benátkách. V Benátkách skončila i většina ukradených relikvií a jiných cenností. Obecně se uvádí, že Benátčané památky spíše kradli, kdežto Bonifácovi křižáci ničili. Jedním z nejvzácnějších děl, které bylo zcela zničeno, byla velká bronzová socha Herkula, kterou vytvořil legendární Lysippos, dvorní sochař Alexandra Velikého. Stejně jako mnoho jiných významných uměleckých děl z bronzu byla socha roztavena pro ražbu peněz. Kulturní škody byly nezměrné, Konstantinopol nebyl nikdy předtím dobyt a uchovalo se v něm bohatství ještě z římských časů, ba dokonce i mnoho památek starořeckých (zejména textů a knih), k nimž měli řecky mluvící Byzantinci silný vztah, navzdory jejich pohanskému původu. Konstantinopol byla všeobecně považována za nejbohatší město světa naplněné nejvíce památkami. To přestalo roku 1204 navždy platit.
Navzdory svým přísahám a hrozbě postihu papežem křižáci systematicky útočili na svatyně a kláštery, rozbili mnoho oltářů, aby z nich vyrvaly zlato, znásilňovali jeptišky, za oběť rabování padly i hrobky císařů uvnitř Kostela svatých apoštolů. Odhaduje se, že při řádění bylo zavražděno 2000 civilních obyvatel. Uvádí se, že celkový lup měl hodnotu 900 000 stříbrných marek. Benátčané z nich obdrželi 150 000, křižáci 50 000, dalších 100 000 stříbrných marek bylo rovnoměrně rozděleno mezi křižáky a Benátčany. Zbývajících 500 000 stříbrných marek připadá na osobní kořist křižáckých rytířů a rabujících band.

## Následky
Podle předem dohodnuté smlouvy byla říše rozdělena mezi Benátky a vůdce křížové výpravy a bylo založeno Latinské císařství. Bonifác z Montferratu nebyl zvolen novým císařem, i když se zdálo, že ho občané za císaře považují. Benátčané se však domnívali, že má příliš mnoho spojení s bývalou Byzantskou říší kvůli svému bratrovi Renierovi z Montferratu, který byl ženatý s Marií Komnenovnou, dcerou císaře Manuela I. Místo toho dosadili na trůn Balduina Flanderského. Byl korunován císařem v Hagia Sofia jako Balduin I. Konstantinopolský. Založil pak vazalský stát zvaný Soluňské království, Benátčané také založili Vévodství Naxos v Egejském moři.

Většina byzantské aristokracie z města uprchla. Obyčejní lidé spíše zůstali, neexistovaly u nich žádné sympatie k byzantské elitě, která byla již dlouho považována za nekompetentní. Soudobý byzantský historik a očitý svědek plenění Niketas Choniates uzavřel své vyprávění o pádu města následujícím popisem pocitů kolony aristokratických uprchlíků:
„Rolníci a prostá lůza se nám vysmívali a byli tak hloupí, že naši bídnou chudobu a nahotu nazvali rovností... Mnozí velmi rádi přijímali tuto nehoráznost a říkali: „Požehnán buď Pán, že jsme zbohatli“ a skupovali téměř za nic majetek, který jejich krajané byli nuceni nabízet k prodeji, protože s hovězími Latiny ještě neměli mnoho co do činění a nevěděli, že podávají víno tak čisté a nesmíšené jako neředěná žluč, ani že s Byzantinci zacházejí s naprostým opovržením.“ 
Byzantští aristokratičtí uprchlíci založili své vlastní nástupnické státy, z nichž nejvýznamnější bylo Nikájské císařství pod vedením Theodora Laskarise (příbuzného Alexia III.), Trapezuntské císařství a Epirský despotát.
Vyplenění dlouhodobě oslabilo Byzantskou říši, což umožnilo sousedním muslimským státům, jako byl Rúmský sultanát a později Osmanská říše, zahájit postup do Evropy a vytlačování křesťanstva z historicky evropské Malé Asie (viz Byzantsko-osmanské války).

## Omluva
Osm set let po čtvrté křížové výpravě papež Jan Pavel II. dvakrát vyjádřil zármutek nad tím, co se roku 1204 odehrálo. V roce 2001 napsal athénskému arcibiskupovi Christodoulosovi: "Je tragické, že útočníci, kteří se vydali zajistit volný přístup křesťanů do Svaté země, se obrátili proti svým bratrům ve víře. Skutečnost, že to byli latinští křesťané, naplňuje katolíky hlubokou lítostí."  V roce 2004, když Bartoloměj I., patriarcha konstantinopolský, navštívil Vatikán, Jan Pavel II. pronesl: "Jak bychom mohli nesdílet s odstupem osmi století bolest a znechucení?" To bylo některými považováno za omluvu řecké pravoslavné církvi za masakr spáchaný bojovníky čtvrté křížové výpravy. Patriarcha Bartoloměj I. na to reagoval slovy "Duch smíření je silnější než nenávist."